# Duloxetina
La duloxetina, vendida bajo la marca Cymbalta entre otras, es un antidepresivo inhibidor de la recaptación de serotonina y noradrenalina (IRSN) utilizado para el tratamiento de la depresión mayor, así como el dolor asociado con la neuropatía diabética y la fibromialgia.
Este antidepresivo es generalmente bien tolerado, y se considera de primera elección. Algunos estudios sugieren que su acción antidepresiva supera a la de la mayoría de los agentes conocidos debido a su mecanismo de doble acción. Se ha demostrado en varios estudios de alto nivel que la cobertura de síntomas de la depresión de la duloxetina es más integral que la lograda con los inhibidores selectivos de la recaptación de serotonina (ISRS), lo que implica la obtención de la remisión con mucho mayor éxito del logrado por familias de antidepresivos como los ISRS u otros antidepresivos de acción dual.
Fue aprobado para su comercialización en agosto de 2004, por la farmacéutica Lilly, a través de la marca Cymbalta®. En Centroamérica y la República Dominicana también la molécula es comercializada por los Laboratorios Abbott® bajo el nombre de Dulvanex®.

## Indicaciones
Los principales usos de la duloxetina son: depresión, trastorno de ansiedad generalizada (TAG) con o sin agorafobia, trastorno de pánico, dolor neuropático periférico, lumbalgia crónica, dolor por osteoartritis y fibromialgia. Se usó para incontinencia urinaria por esfuerzo en sus inicios.

## Farmacodinámica
Los estudios demuestran que el fármaco es un inhibidor de la recaptación de la serotonina y de la noradrenalina. También afecta levemente a la reabsorción de la dopamina.

## Efectos adversos
Las reacciones adversas notificadas con más frecuencia son:
| Reacciones adversas muy frecuentes (≥10%) | Reacciones adversas frecuentes (≥1%, <10%) |
| --- | --- |
| - Náuseas (25,2%) - Cefalea (15,3%) - Sequedad de boca (13,8%) - Somnolencia (10,9%) - Fatiga (10,8%) - Insomnio (10,4%) - Mareos (10,3%) - Estreñimiento (10,3%). | - Pérdida de peso, disminución del apetito - Palpitaciones - Temblores - Parestesia - Disgeusia - Letargia - Visión borrosa - Acúfenos - Bostezos - Diarrea - Vómitos - Dispepsia - Flatulencia - Aumento de la sudoración y/o sudores nocturnos - Erupción - Dolor musculoesquelético - Tensión muscular y/o espasmo muscular - Rubor - Dolor abdominal - Escalofríos - Disfunción eréctil, disminución de la libido - Agitación, ansiedad - Orgasmos anormales - Sueños anormales, trastornos del sueño. |

Muchos de estos efectos secundarios se ven reducidos importantemente si se ingiere con los alimentos sin que esto perjudique el efecto terapéutico de la duloxetina. Es importante hacer notar que uno de los efectos secundarios frecuentes de los inhibidores de recaptura de norepinefrina son los cardiovasculares como la hipertensión, taquicardia, alteraciones del intervalo Qt y otros, sin embargo, la duloxetina tiene un perfil cardiovascular igual al de placebo, lo que la hace el antidepresivo doble más seguro del mercado. Últimamente se ha demostrado un perfil más benigno en la esfera sexual que el de la mayoría de los antidepresivos debido a un posible efecto protector de la norepinefrina sobre los efectos per se de la serotonina.

## Restricciones de uso durante el embarazo y la lactancia
Embarazo: No existen estudios adecuados y bien controlados en mujeres embarazadas. Debido a que los estudios de reproducción en animales no siempre predicen la respuesta en el ser humano, este medicamento sólo debe ser utilizado durante el embarazo si el beneficio potencial justifica el riesgo potencial sobre el feto. No hubo evidencia de teratogenicidad en los estudios en animales.
Madres lactantes: La duloxetina se excreta en la leche materna. La dosis diaria estimada en lactantes con base en mg/kg es de 0.14% la dosis materna. Dado que no se conoce la seguridad de duloxetina en lactantes, no se recomienda la lactancia mientras se recibe duloxetina.

## Presentación
En España la duloxetina se presenta en cápsulas de 30, 60, 90 y 120 mg; también en otros países como México, Argentina y Chile.